# خبب
خبب هي بلدة تقع في جنوب سوريا في سهل حوران الخصب، وتتبع إدارياً محافظة درعا. على أطرافها الجنوبية الشرقية منطقة لجاة خبب أو اللجاة الصخرية البازلتية ذات الحجارة السوداء. وتبعد عن مدينة دمشق العاصمة 57 كم جنوبا وعن مدينة درعا التي تتبع لها إداريا حوالي 55 كم شمالا وهي متصلة بهاتين المدينتين بطريقين معبدين الأولى قديمة ويرجع تعبيدها إلى زمن الفرنسيين والثانية عبدت حديثا منذ 17 سنة وهي ما يعرف بأوتوستراد الحدود السورية الأردنية وكما يمر بأرضها سكة خط حديد الحجاز فيها محطة قطار محطة خبب.
يحد أرض خبب من الغرب قرى: تبنة والقنية والصنمين ومن الشرق كريم الجنوبي وكريم الشمالي وأيب ومن الجنوب أراضي سور وعاسم والمجيدل ومن الشمال بصير وجباب وتبلغ مساحة أرض خبب الزراعية 73 ألف دونم.

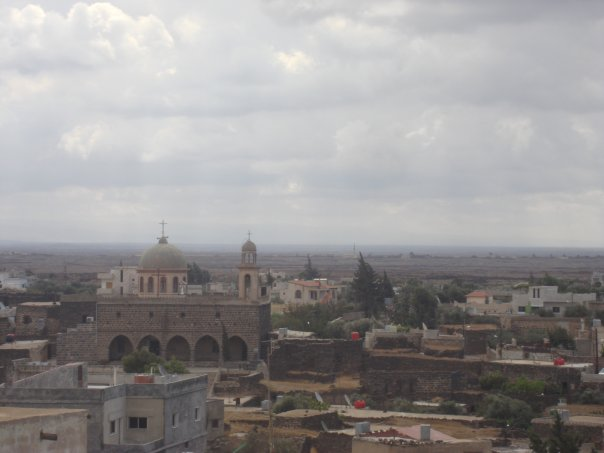
خبب القديمة.

أبيبا هو الاسم القديم لبلدة خبب في حوران - محافظة درعا في سورية، تبعد بحدود 55 كم عن مدينة دمشق، و 60 كم عن مدينة درعا.
أبيبا أو خبب كانت مركزا مسيحي مهما في الشرق، وتُعدُّ كرسي أبرشية بصرى وحوران وجبل العرب، وهي بلدة أثرية مهمة، حيث أن المنطقة تنتشر فيها الآثار الرومانية والبيزنطية وغيرها، وقد ذكرت في العديد من المراجع التاريخية. سكنتها قبائل غسانية عربية مسيحية من الروم الكاثوليك.

## التسمية
خبب في اللغة العربية نوع من العدو أو الجري (الركض الخفيف). وقد سميت بهذا الاسم نظراً لموقعها الجغرافي على عتبات اللجاة الوعرة حيث لا تستطيع الجياد أن تتجاوزها إلا إذا سارت بطريقة «الخبب»، وما الخبب إلا مرحلة التهيؤ للركض عند الجياد، ذكرت بعدة أسماء منها «حبابا» «خبابا» «آبب» وأصل الجذر سامي مشترك بين اللغات السامية (آبابي) بمعنى ناضر وساطع،
الاسم القديم للبلدة هو أبيبا منقوش على حجر في الجدار الغربي للبناء العلوي لدار الخوري جريس سلمان في وسط القرية أما اللغة التي كتب بها فهي اليونانية وتاريخ هذا النقش يعود إلى 213 م ويوجد نقش آخر في دار سلامة الغازي وتاريخه يعود إلى سنة 303 م (والنقشان يشتركان في الإشارة إلى أن أهل خبب (أبيبا) ومن حولها يعبدون آلهة وثنية تدعى (تيكه وباللاتينية (تيكه) وأن ترجمة النقش الأول كانت «من أجل خلاص وخلود الإمبراطور ماركوس سيفيروس أنطونيوس القيصر قاهر البيزنطيين بنى سكان أريزينوا وأهالي ايشفيرينوا من مزرعة أبيبا هذا المعبد لآَلهة الحظ تيكه (تيكه في الولاية الرابعة لسيفيروس والولاية الثانية لبالبينوس» أما الثاني «في زمن ولاية ديوكليسيان السادسة وولاية ماكسيميان السابعة الإمبراطوران بنى النائب أوريليوس إيريس أفيد على نفقته الخاصة معبد الآلهة (تيكه». أما اسم أبيبا فهي كلمة تعني باليونانية مرج السنابل الخضراء، أبيبا هي من الكنعانية (abib) وتعني سنبلة الشعير الصغيرة الطرية أو الشهر الذي تنبت فيه السنابل أو تنمو فيه الخضار وتندرج كلمة أبيب تحت جذر (abb) ومنه في الآشورية (ababu) أي ناضر أو ساطع وتحت هذا الجذر تندرج كلمة (aeb) وتعني النضرة أو الخضار الناعم ويقابلها في العربية (آب) أي العشب رطبه ويابسه.

## التاريخ
يعود الاستيطان في البلدة إلى عصور قديمة حيث تعاقبت على المنطقة الحضارات الآرامية واليونانية والرومانية والعربية النبطية والغسانية. أما عن السكن الحديث فإنه يعود إلى أكثر من 280 عاماً، حيث إن انتشار الأبنية التي تعود لمختلف عصور التاريخ يؤكد قدم الاستيطان البشري فيها، والبعض من تلك الأبنية والمخلفات المادية تعود للعصور الكلاسيكية «اليوناني والروماني والبيزنطي»، وتمتد أصول سكانها إلى عرب «غسان وكندة» ومنذ القرن الثاني للميلاد وتدل آثارهم عليهم، أما سكانها الحاليون فقد جاؤوا من «صلخد» بلدتهم القديمة عام 1656-1721 وهم امتداد للقبائل العربية الغسانية الأصيلة التي نزحت من «صلخد» و «الهيت» في «جبل العرب».

## الطقس والمناخ
يتبع طقس المنطقة الجنوبية من سوريا وهو معتدل مع قليل من موجات باردة شتاء وحار نسبيا في فصل الصيف وأمطار المنطقة متوسطة الهطول يمتاز المناخ في خبب بوضوح تتابع الفصول ففي الصيف الجو يميل إلى الحر نهارا مع جو جميل في الليل يتخلله نسيم عليل جاف أما الخريف فيبدأ مع اصفرار أوراق الأشجار وبرودة الطقس يتلوه شتاء بارد وخصوصا في أشهر كانون الأول (ديسيمبر) وكانون الثاني (يناير) وشباط (فبراير) حيث يبدأ الربيع مع شهر آذار (مارس).

## السكان
يبلغ عدد سكان قرية خبب 6400 نسمة حسب إحصائيات تعود لسنة 2009، وهم يتوزعون على مساحة 6500 هكتار. يتبع سكان خبب طائفة الروم الملكين الكاثوليك المعروفة عربياً في كلمة الروم الكاثوليك، ومن المعروف أن المنطقة سكنها الغساسنة، وهناك قرى محيطة بخبب تتبع نفس طائفة الروم الملكين مثل قرى بصير وتبنة والمسمية وغيرها. ويتكلم سكان البلدة اللغة العربية بلكنة حورانية وهناك اهتمام من السكان في اللغتين الفرنسية والإنكليزية.

## الزراعة والاقتصاد
إن أهالي خبب هم من المزارعين أساسا والاعتماد على الزراعة كان هو المصدر الوحيد للرزق. وفي السنوات الأخيرة قل اعتماد الناس على الزراعة وقد تراجع اعتماد السكان عليها بشكل ملحوظ وكبير في السنوات القليلة الماضية لأسباب عدة وأهمها:
- 1. اعتماد الزراعة على نسبة هطول الأمطار وهذا يؤثر على كمية الإنتاج والمحصول بحسب كمية الأمطار الموسمية وأهم المحاصيل الزراعية هي القمح والشعير والعدس وأصبح يشاهد الزراعة المروية للخضراوات في البلدة كالبندورة، البطيخ، وغيرها والتي أحيانا كثيرة تضر في التربة ويصبح إنتاج الأرض أقل في السنوات القادمة، كما أصبحت زراعة الأشجار المثمرة شائعة وبالأخص العنب والزيتون واللوز فأصبحت يشكل محصولا مهماً.
- 2. أغلب سكان البلدة حاليا هم من الموظفين في القطاع العام والقطاع الخاص ولذلك أصبح لديهم مدخل آخر للمعيشة وهو الراتب الشهري.
- 3. هجرة شباب البلدة إلى المدن وخاصة العاصمة دمشق حيث يقطنها العديد من سكان البلدة والهجرة الخارجية إلى خارج سوريا، والفئة الشبابية في البلدة اختلف نمط حياتها بشكل عام ولم تعد تهتم بمتابعة ما كان يعمله الأهل والأجداد في مجال الزراعة.
- 4. الخلاف على أراضي واسعة من البلدة بين السكان والبدو وهي مشكلة ارض خبب مما أثر على النشاط الزراعي لكن مشكلة الأرض لم تحل إلى الآن وهذا ما جعل بعض السكان لا يثقون في مستقبل الزراعة في بلدة خبب.
- 5. اتجاه عدد من السكان للعمل في مجالات تجارية وصناعية.

## التعليم والثقافة
تعتبر نسبة التعليم في خبب من أعلى المستويات في سوريا وذلك لاهتمام أبناء خبب في التعليم وهناك عدد كبير من الكفاءات المتميزة من أهالي القرية. وقد كانت المدرسة التي تتبع الأبرشية والدير أهم الأسباب في تشجيع التعليم والعلم في خبب وكذلك للقرى المحيطة بها. ويجدر الإشارة إن بلدة خبب قد قضت على الأمية منذ أمد بعيد وحالياً يوجد في البلدة سبعة مدارس موزعة كالتالي: حضانة للأطفال مدرستان للتعليم الأساسي (الابتدائي) وأربع للمرحلة المتوسطة والثانوية (إعداديتان وثانويتان). ويوجد في خبب نسبة من عالية جدا من المثقفين والمدرسين الذين يتوزعون أغلبهم على قرى محافظة درعا.
-هناك جالية كبيرة من أهالي البلدة خارج الجمهورية العربية السورية والكثير منهم ما زال يتواصل مع بلده الأم سوريا.

## المرافق العامة
تحظ خبب بالعديد من المرافق العامة ففيها مستوصف صحي ويجرى بناء مستشفى وهناك جمعية للفلاحين ووحدة إرشادية، ومقسم هاتف، وقسم للشرطة المدنية وآخر لشرطة الطرق العامة على الطريق الدولي المار على أطراف البلدة الشمالية وإضافة إلى مؤسسة استهلاكية عامة وفرن حديث آلي لصنع الخبز وفيها أيضا بلدية ترعى شوْونها وكذلك نادي خبب الرياضي والنادي الثقافي الاجتماعي، وأيضا محطة للقطار (محطة خبب) على خط حديد الحجاز.
إضافة إلى السوق المحلي
يوجد في خبب كاتدرائية (أبرشية خبب للروم الكاثوليك) وكنيستان ودير لراهبات المحبة (البيزنسون). تتوسط خبب أربع محافظات سورية وهي محافظة دمشق ومحافظة السويداء ومحافظة درعا ومحافظة القنيطرة ولكنها تتبع إداريا لمحافظة محافظة درعا.
في وسط البلدة الذي يحوي عدد من المحلات التجارية الخاصة ومختلف النشاطات السكانية، صيدليات، أطباء بشريين، وأطباء أسنان، وأطباء بيطريين، صيانة أجهزة كهربائية وإلكترونية، محلات لمبيع وصيانة الحاسوب مستلزماته، وحديقة عامة يجري تحضيرها حاليا... إلخ).

## شخصيات من خبب
- الرسام الراحل الفرد حتمل.
- الرسام العالمي بيرو هاري فواز الحاتم.
- الطبيب والبروفسور وسيم الخوري
- الشاعر الراحل لويس الرزق.
- الشاعر الراحل الشعبي نجيب الدهيم.
- الشاعر سليمان السلمان.
-الشاعر الراحل نواف الدهيم.
- الشاعر والكاتب الراحل شاكر البشارة.
- الشاعر الشعبي الراحل إبراهيم خليل السلوم.
-السفير الراحل حنين الحاتم.
- الشاعر الراحل نقولا الحتاملة.
- القاضي الراحل رشيد الغازي.
- الكاتب د.عادل فريجات.
- الكاتب والمؤرخ والرسام منير ذيب.
- الكاتب الراحل جميل الغازي.
- الشاعر أديب الشحادة.
- الشاعر الشعبي غريب الرزق.